# La Ferrerola
La Ferrerola, en castellà Reduela i més modernament La Reduela, documentada també com Reduelas i possiblement com a masada de la Herreruela, és una masia del terme de Lludient, a la comarca castellanoparlant de l'Alt Millars, al País Valencià. Està ubicada al camí de Lludient a Llucena, a tocar ja del terme municipal d'aquesta localitat valencianoparlant de la comarca de l'Alcalatén. La font del poble i el mas estan separats pel barranc de Reduela.
El llogaret apareix per primera vegada documentat a la Carta pobla que Abu-Zayd atorga a Vilafermosa l'any 1243, on es diu "ut vadit de angustu usque ad villam de Ferrerola". Cap a l'any 1929, el sacerdot i investigador Andrés Monzó va realitzar algunes troballes de ceràmica medieval i de soterraments de la mateixa època al lloc.
Durant la Segona República, l'any 1934, es creà una escola mixta a petició de l'Ajuntament de Lludient, adduint que la Ferrerola es trobava a 8 quilòmetres de Lludient i que comptava amb 122 almas. Aquesta xifra dista molt dels 38 habitants que hi ha registrats el 1940, per la qual cosa el nombre d'ànimes anterior es podria referir al conjunt de la població dels masos adscrits al col·legi.
A les portes de l'abandonament de la masia, l'any 1967 va ser suprimida aquesta escola "por no existir censo escolar". La seua darrera mestra, na Carmen Sos Piquer, va ser traslladada a l'acabar el curs al col·legi de Mascarell.
En els darrers anys, un grup de neorurals ha iniciat la rehabilitació i rehabitació de la Ferrerola i, en l'actualitat, hi ha un habitant censat.